# یون اسکراتاس
یون اسکراتاس (نروژی: John Skrataas; ۴ مهٔ ۱۸۹۰ – ۱۲ فوریهٔ ۱۹۶۱) ژیمناست هنری اهل نروژ بود.